# Chauliodoniscus coronatus
Chauliodoniscus coronatus är en kräftdjursart som beskrevs av Leese och Nils Brenke 2005. Chauliodoniscus coronatus ingår i släktet Chauliodoniscus och familjen Haploniscidae. Inga underarter finns listade i Catalogue of Life.